# Кампиркала
Кампиркала́ (тадж. Кампирқалъа) — село в районе Рудаки Республики Таджикистан. Входит в состав джамоата (сельской общины) Чортеппа района Рудаки.
Находится недалеко от г. Душанбе, на расстоянии 27 км от райцентра (пгт. Сомониён) и 5 км от центра общины (село Джуйбодом).
Население — 2332 чел. (2017).